# شهرستان اسکو
شهرستان اُسْکو یکی از شهرستان‌های استان آذربایجان شرقی ایران است. مرکز این شهرستان، شهر اسکو می‌باشد.
نام قدیم این شهرستان «اوشکایا» بود.ساکنان شهرستان اسکو آذربایجانی  بوده و به زبان ترکی آذربایجانی صحبت می‌کنند.
اسکو یکی از قطب‌های مهم صنایع دستی و گردشگری در استان آذربایجان شرقی است. شهر اسکو به شهر ملی چاپ باتیک در ایران شناخته می‌شود.
اسکو مرکز اصلی تجمع کارگاه‌های چاپ باتیک یا چاپ کَلاقه‌ای در استان آذربایجان شرقی و قطب اصلی این هنر-صنعت در کشور محسوب می‌شود. اسکو از مراکز مهم تولید پارچه‌های حریر ابریشمی به‌خصوص پارچه‌های زیبا و خوش‌سلیقهٔ کلاقه‌ای است که به صورت طبیعی و مصنوعی توسط هنرمندان اسکویی تولید می‌شوند، و علاوه بر مصرف در داخل، به کشورهای مشترک‌المنافع نیز صادر می‌گردند. تولید این نوع پارچه به دورهٔ انقلاب مشروطیت برمی‌گردد. برخی از اهالی شهر اسکو که در آن زمان جهت امرار معاش به قفقاز رفته بودند، هنگام بازگشت به میهن، صنعت بافت و تولید پارچه‌های کلاقه‌ای را از شهر گنجه جمهوری آذربایجان با خود به اسکو منتقل کردند و رفته‌رفته رونق و آوازهٔ این نوع پارچه‌های ساخت اسکو در منطقه فراگیر شد. در حال حاضر تولیدات باتیک به کشورهای آلمان، آمریکا، آذربایجان، ترکیه و ترکمنستان صادر می‌شود.

## موقعیت جغرافیایی
شهرستان اسکو در شرق دریاچه ارومیه با وسعت ۱۷۶۳ کیلومتر مربع قرار گرفته که از سمت شرق با شهرستان تبریز، از سمت شمال با شهرستان شبستر، از سمت غرب با دریاچه ارومیه و از سمت جنوب با شهرستان آذرشهر و شهرستان عجب‌شیر هم‌مرز است.

## گردشگری
- روستای توریستی کندوان از روستاهای شهرستان اسکو است که از پیشینه تاریخی هفت هزار ساله برخوردار است. این روستای تاریخی و باستانی دارای جاذبه‌های گردشگری فراوانی است که به‌دلیل شکل خانه‌های آن که به مانند کندوی عسل در دل کوه کنده شده‌اند مناظر زیبایی جهت بازدید گردشگران داخلی و خارجی دارد. این روستا در ۱۸ کیلومتری شهر اسکو واقع می‌باشد.
- روستای صخره‌ای حیله ور در شهرستان اسکو در فاصله ۱۵ کیلومتری شهر اسکو و نرسیده به روستای توریستی کندوان قرار گرفته‌است. شیوه معماری این روستا منحصر به فرد می‌باشد به این صورت که خانه‌های آن در دل زمین به صورت زاغه‌های زیبا و با سبک بسیار عالی کنده شده و از استتار کافی برخوردار هستند. در واقع به این دلیل که خانه‌های این روستا از دید رهگذران پنهان می‌باشند به نام حیله ور معروف است. برخی از خانه‌های این روستا در برابر طلوع و غروب خورشید قرار گرفته‌اند که به اعتقاد برخی پژوهشگران این معماری حکایت از عقاید مردمان حیله ور به آیین میتراییسم دارد. همچنین برخی پژوهش‌های صورت گرفته و حدس و گمان‌ها در خصوص این روستا قدمت آن را تا دوره مادها نیز می‌رساند.
- منطقه ارشد چمن یکی از جاذبه‌های گردشگری شهرستان اسکو، استان آذربایجان شرقی که در دامنه کوه سلطان داغی رشته‌کوه سهند در ۲۸ کیلومتری شهر اسکو و بعداز روستای توریستی کندوان واقع شده‌است. جاذبه‌های طبیعی منطقه ارشد چمن و آب و هوای مطبوع در اواخر فصل بهار و اوایل تابستان، زمان مناسب برای دیدن این منطقه را فراهم می‌سازد. به دلیل سردی هوا در دامنه‌های سهند حتی در تابستان هم می‌توان شاهد برف بود.
- جزیره شاهی یا جزیره اسلامی در شرق دریاچه ارومیه در شهرستان اسکو، استان آذربایجان شرقی واقع شده‌است. انعکاس نمای کوه‌های اطراف این جزیره آهکی در آب دریاچه ارومیه و کریستال‌های نمکی موجود در آب همچون برف سفیدی دور تا دور جزیره را احاطه کرده و جذابیت خاصی را به آن بخشیده‌است. زیبایی و جاذبه‌های طبیعی این جزیره و بناهای تاریخی آن مانند قلعه هلاکوخان بی‌شمار است که امکان گرفتن عکس‌هایی جذاب و به یاد ماندنی را برای مسافران خود فراهم می‌کند تا برای همیشه در گنجینهٔ خاطرات به یادگار بماند. غروب خورشید در جزیره اسلامی منظرهٔ دل‌انگیزی را خلق می‌کند.
- روستاهای هدف گردشگری عنصرود و گنبر در شهرستان اسکو از قطب‌های تولید گل محمدی در استان آذربایجان شرقی می‌باشند که هر ساله جشنواره برداشت گل محمدی شهرستان اسکو در این روستاهای دارای جاذبه‌های گردشگری برگزار می‌شود.

## محصولات کشاورزی
بخش ایلخچی از قطب‌های مهم تولید انواع محصولات کشاورزی در شهرستان اسکو به حساب می‌آید. با موفقیت در کاشت، اصلاح و تکثیر (کلزا) و زعفران، زیره، پیاز، گردو، بادام، پسته و… در این منطقه کاشت و برداشت می‌شود. محصول کشاورزی به نام این منطقه در گذشته پیاز بود و حتی ایلخچی با این محصول شناخته می‌شد، لیکن هم‌اکنون اغلب مردم این منطقه از کاشت پیاز دست برداشته و به کشت سایر محصولات از جمله پسته و زعفران روی آورده‌اند.
همچنین روستاهای عنصرود و گنبر در شهرستان اسکو از قطب‌های تولید گل محمدی در استان آذربایجان شرقی می‌باشند.

## تقسیمات کشوری
شهرستان اسکو دارای ۲ بخش، ۵ دهستان و ۳ شهر به شرح زیر است:

### شهرستان اسکو
| بخش    | مرکز بخش | جمعیت بخش ۱۳۹۵ | نام دهستان   | مرکز دهستان | جمعیت دهستان ۱۳۹۵ | شهر       | جمعیت شهر ۱۳۹۵        |
| ------ | -------- | -------------- | ------------ | ----------- | ----------------- | --------- | --------------------- |
| مرکزی  | اسکو     | ۱۲۷٬۴۵۲ نفر    | باویل        | کلجاه       | ۹٬۳۹۷ نفر         | سهند اسکو | ۸۲٬۴۹۴ نفر ۱۸٬۴۵۹ نفر |
| مرکزی  | اسکو     | ۱۲۷٬۴۵۲ نفر    | سهند         | اسفنجان     | ۹٬۳۳۹ نفر         | سهند اسکو | ۸۲٬۴۹۴ نفر ۱۸٬۴۵۹ نفر |
| مرکزی  | اسکو     | ۱۲۷٬۴۵۲ نفر    | گنبر         | گنبر        | ۷٬۷۶۳ نفر         | سهند اسکو | ۸۲٬۴۹۴ نفر ۱۸٬۴۵۹ نفر |
| ایلخچی | ایلخچی   | ۳۰٬۸۱۸ نفر     | شورکات جنوبی | خاص‌آباد     | ۱۱٬۷۴۵ نفر        | ایلخچی    | ۱۶٬۵۷۴ نفر            |
| ایلخچی | ایلخچی   | ۳۰٬۸۱۸ نفر     | جزیره        | سرای‌ده      | ۲٬۴۹۹ نفر         | ایلخچی    | ۱۶٬۵۷۴ نفر            |

## جمعیت
جمعیت شهرستان اسکو براساس سرشماری عمومی نفوس و مسکن در سال ۱۳۹۵ برابر با ۱۵۸٬۲۷۰ نفر بوده‌است.